# Naturschutzgebiet Hoemmern
Koordinaten: 51° 19′ 10″ N, 8° 11′ 39″ O
Das Naturschutzgebiet Hoemmern mit einer Größe von 3,2 h ha liegt südlich Wallen im Stadtgebiet von Meschede. Es wurde 2020 vom Kreistag des Hochsauerlandkreises mit dem Landschaftsplan Meschede als Naturschutzgebiet (NSG) ausgewiesen. Von 1994 bis 2020 gehörte die heutige NSG-Fläche zum Landschaftsschutzgebiet Meschede.

## Gebietsbeschreibung
Bei der Bergkuppe Hoemmern handelt es sich um eine Sandsteinklippe aus den weicheren mitteldevonischen Sedimentgesteinen der Grevensteiner Berge. Der Wald ist ein naturnah bewirtschafteter Hainsimsen-Buchenwald. Im NSG treten Felsen punktuell zutage. Im NSG dominieren ältere Buchenbestände. Etwa mittig über die Bergkuppe hinweg verläuft eine Fichtenaufforstung. Der nördliche Fichtenbereich ist bereits im Rahmen einer Flurbereinigungs-Kompensationsmaßnahme zur Umbestockung in Laubholz vorgesehen.

## Schutzzweck
Zum Schutzzweck des NSG führt der Landschaftsplan auf: „Erhaltung eines repräsentativen Bestandes der natürlichen Waldgesellschaften im Übergang der Homert-Ausläufer in die „Caller Schweiz“; damit auch Sicherung der darauf fußenden Lebensgemeinschaften in Flora und Fauna (hier auch: störungsempfindliche Waldvogelarten); Sicherung von ursprünglichen Waldbildern in der umgebenden, Nadelholz-dominierten Waldlandschaft und von prägenden Klippenzonen unter landeskundlichen Aspekten.“

## Nadelholz
Auf einer festgelegten Teilfläche ist weiterhin Nadelholzanbau mit einem Anteil von maximal 20 % einzelstammweise, trupp-, gruppen- oder horstweise zulässig.